# Love Lion
Love Lion è un album live di Michael McClure e Ray Manzarek, pubblicato dalla Shanachie Records nel 1993. Il disco fu registrato dal vivo al Bottom Line di New York.

## Tracce
Testi di Michael McClure, musica di Ray Manzarek
1. Action Philosophy – 3:10
2. Love Lion Blues – 5:08
3. In Memoriam:For Jim Morrison – 5:12
4. Maybe Mama Lion – 4:58
5. Indian – 2:55
6. Antechamber of the Night – 14:07
7. Czechoslovakia – 2:58
8. High Heelz – 4:41
9. Paragon of Danger – 3:04
10. Spanish Roses – 2:52
11. A Breath – 0:37
12. Rose Rain – 1:13
13. Stanzas in Turmoil – 15:54

## Musicisti
- Michael McClure - voce
- Ray Manzarek - pianoforte